# Free Art License
A Free Art License (rövidítve: FAL, franciául: Licence Art Libre) egy copyleft licenc, amely biztosítja a jogot a kreatív alkotások szabad másolhatóságára, terjeszthetőségére, és átalakítására a szerző kifejezett engedélye nélkül.
A Free Art License elismeri és védi ezeket a jogokat. Ennek érdekében lett úgy megfogalmazva, hogy mindenki szabadon használhassa az emberi elme alkotásait kreatív módon, függetlenül azok típusától és kifejezési formájától.
Míg a nyilvános hozzáférést az ember szellemi alkotásaihoz általában korlátozza a szerzői jog, ezen segít a Free Art License. Ez az engedély lehetővé kívánja tenni a mű forrásainak használatát, hogy így teremtsen új feltételeket az alkotás lehetőségeinek növelésére. A Free Art License biztosítja a jogot egy mű felhasználására, és elismeri a jogosult és a felhasználó jogait és felelősségét.
A digitális technológiák létrehozása és fejlesztése, az internet és a szabad szoftverek megváltoztatták az alkotás folyamatát: a szellemi alkotások egyértelműen szétoszlanak, kicserélődnek és megváltoznak. Lehetővé teszik közös munkák készítését, amelyben mindenki a legjobbat nyújthatja a többiek javára.
A  Free Art License fő célja a szellemi alkotások támogatása és védelme a  copyleft elvei szerint: a felhasználás, másolás, terjesztés, átalakítás szabadsága, és a kizárólagos eltulajdonítás tilalma.

## Külső hivatkozások
- A Free Art License (angolul)
- Licence Art Libre (franciául)
- Freemages : Free Art Licec alatti képek gyűjteménye (angolul)

## Fordítás
Ez a szócikk részben vagy egészben  a   Free Art License című angol Wikipédia-szócikk fordításán alapul.  Az eredeti cikk szerkesztőit annak laptörténete sorolja fel. Ez a jelzés csupán a megfogalmazás eredetét és a szerzői jogokat jelzi, nem szolgál a cikkben szereplő információk forrásmegjelöléseként.